# Nesophlox evelynae
La silvistella delle Bahama o stella dei boschi delle Isole Bahama  (Nesophlox evelynae, sin. Calliphlox evelynae, Philodice evelynae (Bourcier, 1847)) è una specie di colibrì endemica dell'arcipelago delle Bahamas, che comprende le Bahamas vere e proprie e le isole Turks e Caicos. Viene soprannominato Hummer dai locali a causa del distinto ronzio che emette mentre mangia.

## Tassonomia
Con 361 specie attualmente riconosciute (2021), i colibrì costituiscono la seconda famiglia più numerosa della classe degli uccelli. A causa dell'origine relativamente recente della loro linea evolutiva, i numerosi cladi all'interno di questo gruppo vengono costantemente sottoposti a un attento esame e riarrangiamento. Il colibrì delle Bahamas in particolare appartiene al cosiddetto «clade ape», il clade più recente e diversificato. I maschi delle specie di questo clade hanno la caratteristica di usare la coda per emettere suoni. Le relazioni tra le specie e i generi di questo clade sono tuttora in fase di rivalutazione.
Il colibrì delle Bahamas è una delle specie che è stata oggetto di una recente revisione, in quanto fino a poco tempo fa ne venivano riconosciute due sottospecie: Nesophlox evelynae evelynae e Nesophlox evelynae lyrura, conosciuta anche come stella dei boschi di Inagua. Tuttavia, forme simili di colibrì possono essere classificate come specie separate a seconda di differenze morfologiche riguardanti la forma della coda o la presenza o assenza di piume iridescenti, entrambe caratteristiche che svolgono un ruolo nella selezione sessuale. Per questo motivo, la stella dei boschi di Inagua, in passato considerata una sottospecie, viene oggi ritenuta una specie a sé (Nesophlox lyrura). Essa ha infatti una corona completamente iridescente e una coda più a forma di lira rispetto al colibrì delle Bahamas.
Questa specie veniva precedentemente collocata nel genere Calliphlox, ma uno studio di filogenesi molecolare pubblicato nel 2014 ha rilevato che tale genere era polifiletico. Nella revisione tassonomica che ha seguito lo studio, dedicata a creare nuovi generi monofiletici, il colibrì delle Bahamas è stato spostato nel genere Nesophlox, che era già stato istituito nel 1910.

## Descrizione
Il colibrì delle Bahamas è una specie di piccole dimensioni, che raggiunge al massimo gli 8-9,5 cm di lunghezza. Il peso si aggira sui 2,4-3 g. Il dorso è di colore verde e oro, la parte inferiore del corpo è di colore verde oliva-beige e i fianchi sfumano nel bianco (nei maschi) o nel cannella (nelle femmine). Le ali sono marroni e la coda è di colore viola-nerastro. I maschi hanno la coda biforcuta, mentre quella delle femmine ha una forma più arrotondata, con penne più larghe. I maschi hanno inoltre una gorgiera iridescente di colore viola brillante contornata da una striscia bianca, che diviene opaca al termine della stagione riproduttiva. Le femmine non hanno né la gola viola né la striscia bianca. Sia i maschi che le femmine hanno il becco nero e leggermente ricurvo e i piedi neri.

### Voce
Il colibrì delle Bahamas emette tre tipi diversi di vocalizzazioni: dei suoni semplici noti come chip, altri noti come «rimproveri» e dei canti veri e propri. Quando è in volo o mentre mangia, produce un chip di una sillaba. La lunghezza di questo richiamo può variare, da un singolo chip a una sequenza più lunga e ripetuta di chip. Raramente sono stati registrati altri tipi semplici di richiamo: degli spurt emessi dai maschi durante il corteggiamento o i combattimenti e dei cheep prodotti dai nidiacei. I rimproveri sono stati segnalati durante comportamenti agonistici come il combattimento e l'inseguimento; sono formati da due sillabe, la seconda delle quali può essere emessa una volta o ripetuta più volte dopo la prima. La frequenza dei chip e dei rimproveri varia da 7 a 9 Hz, diversamente da quelli emessi dal Nesophlox lyrura, che variano dagli 1,5 ai 3 Hz. I canti vengono emessi dagli esemplari che riposano su un ramo o dai maschi che corteggiano le femmine. Sono dei suoni molto acuti e durano circa 30 secondi, mentre quelli del Nesophlox lyrura sono molto più brevi.
Il richiamo del colibrì delle Bahamas ricorda in qualche modo quello del colibrì di Anna del Nordamerica.

## Distribuzione e habitat
Il colibrì delle Bahamas è diffuso nell'arcipelago omonimo, isole Turks e Caicos comprese, ma non nelle isole Inagua. È stato segnalato più volte anche in Florida. Nell'aprile 2013 un esemplare è stato visto per tre giorni presso una mangiatoia per uccelli nella contea di Lancaster, in Pennsylvania. La specie è meno numerosa sulle isole di Grand Bahama, Abaco e Andros, sulle quali è presente anche il colibrì smeraldo di Cuba, una specie introdotta particolarmente aggressiva nei confronti del colibrì delle Bahamas.
I colibrì delle Bahamas si incontrano in molti habitat diversi come giardini, boscaglie, foreste secondarie e foreste secche di pianura, ai margini delle foreste sempreverdi tropicali e nelle foreste di pini. Tendono a non allontanarsi troppo da questi habitat, in quanto non hanno una stagione degli amori definita. Sebbene possano condividere lo stesso territorio con altri membri della stessa specie, non sono molto socievoli e spesso diventano aggressivi nei confronti degli altri uccelli.

## Biologia

### Alimentazione
I colibrì delle Bahamas si nutrono succhiando principalmente il nettare dalle piante locali. Nelle isole Abaco, una di queste piante è l'Ernodea serratifolia. Visitano i fiori durante la mattina e la sera. Sulle corolle tubolari dei fiori è possibile osservare le lacerazioni create dai becchi di questi uccelli e di altre specie di colibrì che ne hanno succhiato il nettare. Possono anche nutrirsi di insetti.

### Riproduzione
La maggior parte delle nidificazioni ha luogo in aprile, ma la specie può riprodursi in qualsiasi periodo dell'anno. Durante il periodo nuziale, i maschi corteggiano le femmine mettendo in atto due tipi distinti di parata: voli di spola, costituiti da brevi segmenti di volo laterali, e picchiate aeree.
Esistono tre forme diverse di volo di spola: iniziale, tipica e alternata.
- La spola iniziale è caratterizzata da un breve segmento di spola seguito da un periodo di volo stazionario al di sopra della femmina che osserva.
- La spola tipica è caratterizzata da rapidi segmenti di volo laterale ripetuto intorno alla femmina senza che il maschio smetta un attimo di guardarla. I maschi cambiano frequentemente direzione e angolo del loro volo. Inoltre, a metà strada del percorso fanno scattare di lato la coda alcune volte. Alla fine di ogni segmento, battono freneticamente le ali emettendo un ronzio noto come «trillo d'ala». Il maschio riduce lentamente la distanza che lo separa dalla femmina finché non sarà a pochi centimetri da lei.
- La spola alternata è costituita da voli di spola e canti effettuati in volo stazionario sopra la femmina. I maschi a volte mettono in atto un solo tipo di parata, oppure possono effettuare una spola tipica combinata a una spola alternata.[6]

Le picchiate aeree sono state registrate solo raramente, ma vengono sempre effettuate dopo i voli di spola. I maschi zigzagano fino a un'altezza di 20 m e poi si tuffano improvvisamente verso il loro posatoio, vicino alla femmina.
Il nido è una piccola struttura a tazza realizzata con materiali morbidi come cotone e piumino, intrecciati insieme a licheni e vari materiali vegetali come ramoscelli e corteccia. L'altezza a cui esso viene costruito varia dai 60 centimetri ai 3,6 metri dal suolo. Le femmine depongono due uova bianche di forma ovale che covano per circa due settimane.